# Neurobathra strigifinitella
Neurobathra strigifinitella là một loài bướm đêm thuộc họ Gracillariidae. Nó được tìm thấy ở Québec và Hoa Kỳ (bao gồm Pennsylvania, Florida, Georgia, Maine, Maryland, Missouri, New York, Texas, Virginia, Kentucky, và West Virginia).
Ấu trùng ăn Castanea species (bao gồm Castanea dentata, Castanea pumila và Castanea sativa), Castanopsis, Fagus species (bao gồm Fagus grandifolia) và Quercus species (bao gồm Quercus nigra, Quercus prinoides, Quercus rubra và Quercus virginiana). Chúng có thể ăn lá nơi chúng làm tổ.